# Charlie Webster
Charlie Webster (Kingston upon Thames, 31 januari 2004) is een Engels voetballer die bij voorkeur als middenvelder speelt. Sinds eind juni 2023 komt hij voor een seizoen op huurbasis uit voor sc Heerenveen van Chelsea.

## Clubcarrière

### Chelsea
Webster kwam via de Pezzaz Street Soccer academie op negenjarige leeftijd in de jeugd van Chelsea terecht. In 2013 begon hij bij Chelsea in de onder 10-lichting. Hij viel op na goede prestaties in diverse jeugdteams van Chelsea, wat leidde tot concrete interesse van het Duitse Borussia Dortmund. Echter tekende Webster in 2021 toen hij 17 jaar werd een nieuw contract bij Chelsea.
Dat het Webster gemakkelijk afging in de jeugdteams uitte zich ook in het feit dat hij werd opgenomen in de “Next Generation 2020” lijst van The Guardian. In deze lijst worden de 20 beste talenten van de Premier League opgenomen.
Op zijn 17e speelde hij ook al geregeld mee met het onder 23 team van The Blues, wat uitkomt in de Premier League 2. 
Op 22 december 2021 zat Webster voor het eerst bij de selectie van het eerste elftal in de EFL Cup wedstrijd tegen Brentford (2-0). In januari 2023 tekende hij een nieuw contract bij Chelsea, waarmee zijn verbintenis werd verlengd tot de zomer van 2024.

### SC Heerenveen
Op 30 juni 2023 verhuurt Chelsea de 19e jarige Webster voor één seizoen aan sc Heerenveen. De middenvelder is de eerste zomeraanwinst van de Friezen en gaat met rugnummer 14 spelen. 
Webster kon direct aansluiten in de voorbereiding van het seizoen en maakte dan ook zijn eerste minuten in het shirt van sc Heerenveen in een oefenwedstrijd tegen tweedeklasser FC Wolvega (14-0).
In de tweede speelronde van de Eredivisie maakte Webster zijn officiële debuut voor de club in de 0-2 gewonnen uitwedstrijd bij FC Utrecht. In de 78e minuut kwam hij binnen de lijnen voor Osame Sahraoui. Twee weken later startte Webster voor het eerst in de basis in de uitwedstrijd met Go Ahead Eagles. In de eerste helft scoorde hij zijn eerste doelpunt voor de club en maakte de 2-1 in de blessuretijd. In de 58e minuut moest Webster het veld vroegtijdig verlaten met een rode kaart en zijn club verloor uiteindelijk met 3-2 in Deventer. Deze rode kaart kostte hem een schorsing van twee duels in de Eredivisie.

## Interlandcarrière
Webster speelde vanaf onder 16 in veel van de Engelse jeugdelftallen en in totaal kwam hij tot nu toe tot 20 wedstrijden.